# Carl Carlson
Carl Carlson je fiktivní postava z amerického animovaného seriálu Simpsonovi. Je to Homerův přítel a spolupracovník ve Springfieldské jaderné elektrárně a často se vídá s Lennym. 
Carl je islandsko-africký Američan s magisterským titulem z jaderné fyziky, který má rád bowling a pití v hospodě U Vočka. V prvních řadách byl Carl s Lennym vidět jen zřídka a neměl konzistentní hlas – při některých příležitostech ho lze slyšet s Lennyho hlasem a naopak. V epizodě Láska klíčí i v ředitelně z roku 1991 se Carlovo jméno píše „Karl“, což je stejný způsob psaní, který byl k vidění u nesouvisející postavy téže řady.
O Carlovi se často říká, že patří k nejpřitažlivějším mužům ve Springfieldu; v díle Láska klíčí i v ředitelně Homer dojde k závěru, že Carl je pro Selmu příliš atraktivní. Podle dílu Asociace Mensy zachraňuje Lízu by mohl být diabetik, zatímco podle epizody Výchova dívek v Americe může být těžkým schizofrenikem. Díl Vraťte mi hvězdnou oblohu uvádí, že Carl strávil část svého dětství na Islandu.
Carl je ústřední postavou dílu 24. řady Sága o Carlovi, v němž Carl, Lenny a Vočko vyhrají v loterii jackpot a Carl s ním uteče na Island, kde najde své bývalé přátele.
Lenny a Carl jsou nejlepší přátelé, protože jsou jen zřídkakdy viděni odděleně; jejich dalšími přáteli jsou Homer a štamgasti U Vočka, včetně Barneyho Gumblea a Vočka Szyslaka. Homer si opakovaně plete Lennyho a Carla a při jedné příležitosti je šokován, když se dozví, že Lenny je běloch a Carl černoch. Aby se Homer orientoval, má na ruce nápis „Lenny = bílý, Carl = černý“.
Lenny a Carl pracují společně s Homerem Simpsonem ve Springfieldské jaderné elektrárně, Carl v ní zastává pozici vedoucího bezpečnostních operací. Lenny s Carlem se společně umístili na šestém místě v žebříčku 25 nejlepších periferních postav seriálu Simpsonovi, který sestavil IGN.
V původním znění Carla daboval do 31. řady Hank Azaria. Z důvodu pozdějšího rozhodnutí, že budou postavy tmavé pleti namlouvat pouze afroameričtí herci, je Carlovým dabérem od 32. řady Alex Désert. V českém znění je od 8. řady stálým dabérem Carla Carlsona Jaroslav Horák.